# Manuel Filibert de Savoia-Carignano
Manuel Filibert de Savoia-Carignano (Moûtiers, ducat de Savoia, 28 d'agost de 1628- Torí, Itàlia, 23 d'abril de 1709) és un príncep descendent dels Savoia-Carignano, branca menor de la casa de Savoia i hereu del títol príncep de Carignano (1656-1709), comte de Clermont.

## Biografia

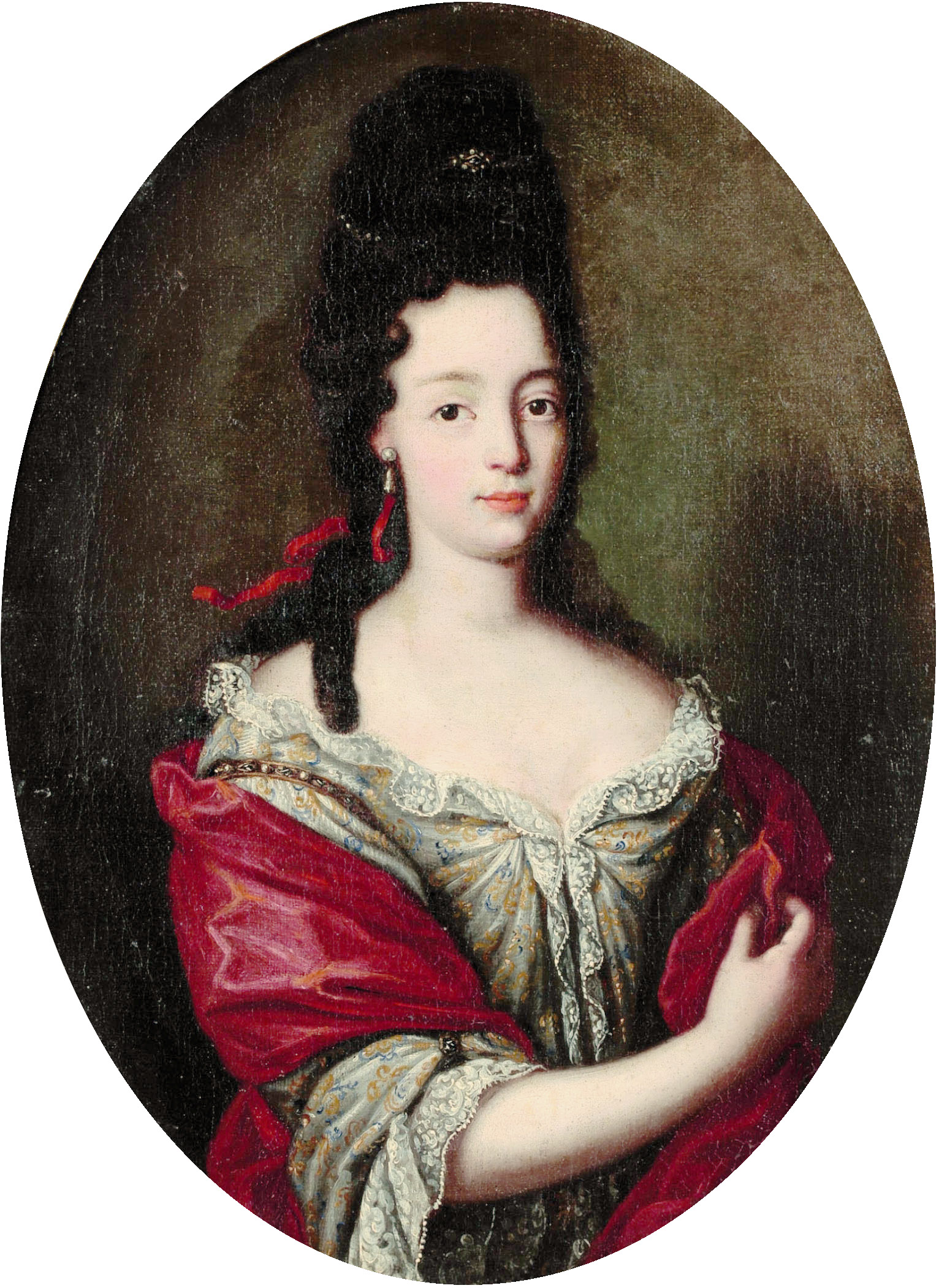
Angélique Catherine d'Este, la dona del príncep

Manuel Filibert neix el 20 d'agost de 1628 a Moûtiers, al ducat de Savoia. És fill del príncep Tomàs de Savoia-Carignan, i de Maria de Borbó, comtessa de Soissons. La seva mare pareix en un viatge cap a o en procedència de la Vall d'Aosta. Els habitants de la vall ofereixen a la princesa un mul com a regal.
Manuel Filibert neix sord i aprèn a comunicar-se amb els seus pròxims llegint els llavis i pronunciava algunes paraules amb dificultat. La seva discapacitat preocupa molt tota la seva família. Molt jove, és enviat amb un preceptor espanyol, Manuel Ramírez de Carríon, professor de sords d'anomenada. Sembla que el seu pare va saber d'aquest professor quan va dirigir els exèrcits espanyols.
Durant el setge de Pavia de 1655, és al costat amb el seu pare, Tomàs de Savoia-Carignano. En el transcurs de la batalla de Torí de 1706, el príncep és detingut per les tropes franceses. Mor el 23 d'abril de 1709.

## Casament i descendència
Manuel Filibert de Savoia es va casar el 7 de novembre de 1684 amb Angélique Catherine d'Este (1656 † 1722), filla de Borso d'Este i de Hyppolita d'Este. Aquest casament va ser desaprovat per Lluís XIV de França que volia que Manuel Filibert es casés amb una princesa francesa. L'any 1685, després de la intervenció de Víctor Amadeu II de Savoia, obté el permís de Lluís XIV de tornar a Torí.
Manuel Filibert i Angélique Catherine van tenir dues filles i dos nois, dels quals només el seu fill Vittorio Amadeo tindria descendència.
- Marie-Victoire (1687 † 1763), casada l'any 1721 amb Giuseppe Malabaila († 1735), comte de Cercenasco
- Isabelle-Louise (1688 † 1767), casada tres vegades amb Taparelli, comte de Lagnasco, Eugenio, comte Cambiano di Ruffia i Savigliano Carlo Biandrate di San Giorgio
- Victor Amadeu I (1690 † 1741)
- Thomas-Philippe-Gaston (1696 † 1715)